# Contea di Washington (Colorado)
La contea di Washington (Washington County in inglese) è una delle 64 contee dello Stato del Colorado, negli Stati Uniti. La popolazione al censimento del 2010 era di 4 814 abitanti. Il capoluogo di contea è Akron. La contea è stata chiamata così in onore del primo presidente degli Stati Uniti George Washington.

## Geografia fisica
L'U.S. Center Bureau certifica che l'estensione della contea è di 6537,13 km², di cui 6521,59 km² composti da terra e i rimanenti 15,28 km² composti di acqua.

### Contee confinanti
- Contea di Logan (Colorado) - nord-est
- Contea di Yuma (Colorado) - est
- Contea di Kit Carson (Colorado) - sud-est
- Contea di Lincoln (Colorado) - sud-ovest
- Contea di Adams (Colorado) - ovest
- Contea di Arapahoe (Colorado) - ovest
- Contea di Morgan (Colorado) (Colorado) - ovest

## Infrastrutture e trasporti

### Sentieri
- American Discovery Trail

### Strade
- U.S. Route 34
- U.S. Route 36

## Geografia antropica

### Città
- Akron
- Otis

### Unincorporated community
- Anton
- Cope
- Last
- Chance
- Lindon
- Messex
- Platner
- Rago
- Thurman
- Woodrow

### Ghost town

- Pinneo